# 交付
交付（こうふ）とは、引き渡す、手渡すこと。給付とも言われる。文書や金銭についていうことが多い。
国や行政法人が資金として金を引き渡す、運転免許証を交付する、資格証を交付するなどと使われる。国が地方公共団体などの交付する資金を「交付金」と言う。
保険金や年金を受け取る立場からは、毎月継続して拠出し、所定の年齢に達して受給できる受給権者となる。国、日本年金機構や保険会社などの運営組織で保険金や年金を出す立場からはその支払を｢給付｣、「交付」や「支給」と言う。年金を受け取る立場からは「受給」と言い、受け取る立場の者は「受給者」または「受給権者」と呼ばれる。
- 交付が付く言葉：交付金、地方交付税、政党交付金、地方交付税法、新型交付税、標識交付証明書、交付公債、保険料等充当交付金など。

また、手形法など、有価証券法において問題になる交付については、手形や裏書等を参照。刑法において問題となる交付については通貨偽造の罪や有価証券偽造罪を参照。交付が付く用語としては交付送達、交付契約説などがある。